# Hamiltonsches Prinzip
Nach dem Hamiltonschen Prinzip der Theoretischen Mechanik wird die Dynamik eines physikalischen Systems dadurch beschrieben, dass die „Wirkung“ einen extremalen Wert annimmt. Mathematisch betrachtet ist die Wirkung ein Funktional, daher auch die Bezeichnung Wirkungsfunktional. Einige Autoren nennen das Hamiltonsche Prinzip auch Prinzip der kleinsten Wirkung, was jedoch nicht präzise ist, weil die Wirkung in vielen Fällen nicht minimal, sondern nur  „stationär“ (d. h. extremal) ist. Deshalb wird das Prinzip von manchen Lehrbuchautoren auch das Prinzip der stationären Wirkung genannt.
Ein Beispiel ist das Fermatsche Prinzip, nach dem ein Lichtstrahl in einem Medium von allen denkbaren Wegen vom Anfangspunkt zum Endpunkt den Weg mit der geringsten Laufzeit durchläuft.
Die Newtonschen Bewegungsgleichungen folgen bei geeignet gewählter Wirkung aus dem Hamiltonschen Prinzip. Auch das Brechungsgesetz der Optik, die Maxwellgleichungen der Elektrodynamik und die Einstein-Gleichungen der Allgemeinen Relativitätstheorie lassen sich auf ein Prinzip der stationären Wirkung zurückführen. 

## Geschichte
Pierre Maupertuis sprach 1746 als erster von einem allgemeingültigen Prinzip der Natur, extremal oder optimal abzulaufen (vgl. auch Ockhams Rasiermesser): Dem Prinzip der kleinsten Aktion bzw. Prinzip der kleinsten Wirkung. Leonhard Euler und Joseph Lagrange klärten in der Mitte des achtzehnten Jahrhunderts, dass aus solch einem Prinzip die Gültigkeit von Euler-Lagrange-Gleichungen folgte. Die lagrangesche Formulierung der Mechanik stammt von 1788. 1834 formulierte William Hamilton das nach ihm benannte Prinzip.
Max Planck deutete es als Hinweis darauf, dass sämtliche Naturprozesse zielgerichtet ablaufen. Es sei Zeichen einer Zweckbestimmung der Welt jenseits des menschlichen Sinnes- und Erkenntnisapparats.
Richard Feynman zeigte in den 1940ern, dass sich das Hamiltonsche Prinzip in der Quantenfeldtheorie dadurch ergibt, dass alle möglichen Pfade (auch die nicht zielgerichteten) zulässig sind und zum Pfadintegral aufintegriert werden. Dabei überlagern sich Pfade mit extremaler Wirkung konstruktiv und davon abweichende destruktiv, so dass die Natur schließlich zielgerichtet erscheint.

## Mathematische Beschreibung
In der Mechanik ist die Wirkung das zeitliche Integral über die sogenannte Lagrangefunktion
{\displaystyle L(t,\mathbf {x} ,\mathbf {v} ).}
Die Lagrangefunktion ist eine Funktion der Zeit {\displaystyle t}, des Ortes {\displaystyle \mathbf {x} } und der Geschwindigkeit {\displaystyle \mathbf {v} }.
Beispielsweise ist in Newtonscher Mechanik die Lagrangefunktion eines Teilchens der Masse {\displaystyle m}, das sich im Potential {\displaystyle V(t,\mathbf {x} )} bewegt, die Differenz von kinetischer und potentieller Energie:
{\displaystyle L(t,\mathbf {x} ,\mathbf {v} )={\frac {1}{2}}m\mathbf {v} ^{2}-V(t,\mathbf {x} ),}
In der relativistischen Mechanik ist die Lagrangefunktion eines freien Teilchens
{\displaystyle L(t,\mathbf {x} ,\mathbf {v} )=-mc^{2}{\sqrt {1-\mathbf {v} ^{2}/c^{2}}}.}
Die Wirkung ordnet jeder Bahn {\displaystyle \Gamma :t\mapsto \mathbf {x} (t)}, die im Laufe der Zeit {\displaystyle t} von einem Anfangspunkt {\displaystyle {\underline {\mathbf {x} }}=\mathbf {x} (t_{1})} zu einem Endpunkt {\displaystyle {\overline {\mathbf {x} }}=\mathbf {x} (t_{2})} durchlaufen wird, folgenden Wert zu:
{\displaystyle S[\Gamma ]=\int _{t_{1}}^{t_{2}}L{\bigl (}t,\mathbf {x} (t),\mathbf {v} (t){\bigr )}\mathrm {d} t.}
Die Wirkung {\displaystyle S} hat also die Dimension Energie mal Zeit.
Das Hamiltonsche Prinzip besagt nun, dass von allen denkbaren Bahnen, die anfänglich durch {\displaystyle {\underline {\mathbf {x} }}} und schließlich durch {\displaystyle {\overline {\mathbf {x} }}} laufen, diejenigen Bahnen in der Natur durchlaufen werden, die eine stationäre Wirkung haben. Für die physikalisch durchlaufenen Bahnen verschwindet die erste Variation der Wirkung:
{\displaystyle \delta S=0.}
Sie genügen daher der Euler-Lagrange-Gleichung
{\displaystyle {\frac {\partial L}{\partial x}}-{\frac {\mathrm {d} }{\mathrm {d} t}}{\frac {\partial L}{\partial v}}=0.}
Beispielsweise ergeben sich für die nichtrelativistische Bewegung eines Teilchens im Potential die Newtonschen Bewegungsgleichungen
{\displaystyle -\operatorname {grad} V-m{\ddot {x}}=0.}
Bei einem freien relativistischen Teilchen ist der Impuls dagegen zeitunabhängig:
{\displaystyle {\frac {\mathrm {d} }{\mathrm {d} t}}{\frac {m\mathbf {v} }{\sqrt {1-\mathbf {v} ^{2}/c^{2}}}}=0.}

## Das Hamiltonsche Prinzip für Felder
In der Feldtheorie wird hingegen das Verhalten von Feldern untersucht, d. h. auf welche Weise sie sich verändern und mit ihrer Umgebung wechselwirken.
Setzt man in das Hamiltonsche Prinzip
{\displaystyle \delta \int _{t_{1}}^{t_{2}}\mathrm {d} t\,L=0}
die Lagrange-Dichte {\displaystyle {\mathcal {L}}} ein,
{\displaystyle L=\int \mathrm {d} ^{3}r{\mathcal {L}}\left(\phi ,{\frac {\partial \phi }{\partial t}},{\frac {\partial \phi }{\partial x}},{\frac {\partial \phi }{\partial y}},{\frac {\partial \phi }{\partial z}},t\right)}  mit einem Feld {\displaystyle \,\phi =\phi (x,y,z,t),}
erhält man das Hamiltonsche Prinzip für Felder, mit
{\displaystyle \delta \int _{t_{1}}^{t_{2}}\mathrm {d} t\int \mathrm {d} ^{3}r\,\,{\mathcal {L}}=0\,.}
Daraus folgt
{\displaystyle \delta \int _{t_{1}}^{t_{2}}\mathrm {d} t\int \mathrm {d} ^{3}r\,{\mathcal {L}}=\int _{t_{1}}^{t_{2}}\mathrm {d} t\int \mathrm {d} ^{3}r\left[{\frac {\partial {\mathcal {L}}}{\partial \phi }}\delta \phi +{\frac {\partial {\mathcal {L}}}{\partial (\partial \phi /\partial t)}}\delta {\frac {\partial \phi }{\partial t}}+\sum {\frac {\partial {\mathcal {L}}}{\partial (\partial \phi /\partial x_{i})}}\delta {\frac {\partial \phi }{\partial x_{i}}}\right]}
und durch partielle Integration, da die Randterme verschwinden,
{\displaystyle \delta \int _{t_{1}}^{t_{2}}\mathrm {d} t\int \mathrm {d} ^{3}r\,{\mathcal {L}}=\int _{t_{1}}^{t_{2}}\mathrm {d} t\int \mathrm {d} ^{3}r\,\left[{\frac {\partial {\mathcal {L}}}{\partial \phi }}-{\frac {\partial }{\partial t}}{\frac {\partial {\mathcal {L}}}{\partial (\partial \phi /\partial t)}}-\sum {\frac {\partial }{\partial x_{i}}}{\frac {\partial {\mathcal {L}}}{\partial (\partial \phi /\partial x_{i})}}\right]\delta \phi }.
Dieser Integrand kann mithilfe des Raumzeit-Vierervektors {\displaystyle x^{\mu }} kompakt als
{\displaystyle {\frac {\partial {\mathcal {L}}}{\partial \phi }}-{\frac {\partial }{\partial x^{\mu }}}{\frac {\partial {\mathcal {L}}}{\partial (\partial \phi /\partial x^{\mu })}}}
geschrieben werden. Man erkennt, dass diese Formulierung insbesondere für die Relativitätstheorie interessant ist, da hier über den Ort und die Zeit integriert wird. Analog zum gewöhnlichen Hamiltonschen Prinzip lassen sich aus dieser abgewandelten Version die Lagrangegleichungen für Felder bestimmen.

## Zusammenhang mit der Quantenmechanik
Entwickelt man die Quantenmechanik beginnend vom Pfadintegralformalismus, so wird sehr schnell klar, weshalb Wirkungsminimierung zur Beschreibung von klassischen Teilchenbahnen derart effizient ist. Hierbei gilt nämlich, dass die Wirkung für Bahnen, die einem meist im täglichen Leben begegnen, sehr groß gemessen an der Planck-Konstante ist, was häufig schon aufgrund der großen Masse makroskopischer Objekte der Fall ist. Somit ist die Exponentialfunktion im Pfadintegral, die die Wirkung enthält, eine sehr schnell oszillierende Funktion. Den Hauptbeitrag zum Pfadintegral liefern nun Terme, für die die Wirkung stationär ist. Hierbei ist sehr wichtig zu beachten, dass nur die Forderung nach Stationarität folgt und nicht eine Forderung nach einem Minimalwert. Dies bietet auch die passende Rechtfertigung dafür, dass üblicherweise nicht überprüft wird, ob die Extremwerte, die man durch das Minimieren der Wirkung erhält, tatsächlich Minimalwerte sind, denn man benötigt tatsächlich nur Extremwerte, um eine klassische Beschreibung zu erhalten.

## Eigenschaften
Da das Wirkungsprinzip unabhängig vom verwendeten Koordinatensystem ist, kann man die Euler-Lagrange-Gleichungen in solchen Koordinaten untersuchen, die dem jeweiligen Problem angemessen sind und beispielsweise Kugelkoordinaten verwenden, wenn es um die Bewegung im drehinvarianten Gravitationsfeld der Sonne geht. Dies vereinfacht die Lösung der Gleichung.
Zudem lassen sich bequem Zwangsbedingungen berücksichtigen, wenn mechanische Vorrichtungen die freie Bewegung der Massepunkte einschränken wie beispielsweise die Aufhängung bei einem Kugelpendel.
Vor allem aber lässt sich in dieser Formulierung der Bewegungsgleichungen das Noether-Theorem beweisen, das besagt, dass zu jeder Symmetrie der Wirkung eine Erhaltungsgröße gehört und dass umgekehrt zu jeder Erhaltungsgröße eine Symmetrie der Wirkung gehört.
Die Erhaltungsgrößen wiederum sind ausschlaggebend dafür, ob sich die Bewegungsgleichungen durch Integrale über gegebene Funktionen lösen lassen.